# Perilissus banaticus
Perilissus banaticus är en stekelart som först beskrevs av Kiss 1924.  I den svenska databasen Dyntaxa används istället namnet Perilissus amperis. Perilissus banaticus ingår i släktet Perilissus och familjen brokparasitsteklar. Arten är reproducerande i Sverige. Inga underarter finns listade i Catalogue of Life.